# 鄂陵湖
鄂陵湖是黄河上游的大型高原淡水湖,又称鄂灵海，古称柏海，藏语意为蓝色长湖。位于中国青海省玛多县西部的凹地内，西距扎陵湖15公里，与扎陵湖并称为"黄河源头的姊妹湖"。湖面海拔4272米，南北长约32.3公里，东西宽约31.6公里，湖面面积610平方公里，平均水深17.6米，湖心偏北处最深达30.7米，蓄水量107亿立方米。
黄河流经两湖间的巴颜朗玛山时形成峡谷，长约300米，峡谷以东至湖滨是广阔的沼泽。黄河自西南流入，东北流出，因进湖泥沙较少，湖水呈青蓝色。10月中旬至下年3月下旬为冰封期。鱼类只有鯉科裂腹鱼亚科的花斑裸鲤、极边扁咽齿鱼、骨唇黄河鱼、黄河裸裂尻鱼、厚唇裸重唇鱼及条鳅科的似鲇鼓鳅、硬刺高原鳅、背斑高原鳅（Triplophysa dorsonotatus）、拟硬刺高原鳅等。 湖心的小岛候鸟群集，形成青藏高原上的另一鸟岛。湖四周是亚高山草甸，是青海的重要牧场。
历史上，鄂陵湖（柏海）附近是松赞干布迎娶文成公主的地方。